# Telia Company
Telia Company AB är en teleoperatör och ett mediehus delvis ägd av svenska staten. Koncernen har sin huvudsakliga verksamhet i Norden och Baltikum. Före den 12 april 2016 använde koncernen namnet TeliaSonera Aktiebolag, normaliserat som Telia Sonera AB eller Teliasonera AB (det förra i enlighet med Svenska skrivregler).
Koncernens svenska verksamhet bedrivs huvudsakligen inom dotterbolaget Telia Sverige AB under varumärket Telia, och är den största leverantören av telefoni och internet i Sverige. Den finska verksamheten bedrivs inom dotterbolaget Telia Finland Oyj under varumärket Telia (tidigare Sonera). I Norge används varumärkena Telia (tidigare Netcom) och Nextgentel. I de baltiska länderna bedrivs verksamheten inom Telia Eesti i Estland, Telia Lietuva i Litauen och i Lettland används varumärkena Lattelecom, LMT och Telia Latvija.
I koncernen ingår även verksamheten Telia Wholesale som säljer produkter och tjänster till grossistmarknaden. Varumärket Halebop omfattar ett tjänsteutbud inom mobilområdet.
Koncernens gemensamma huvudkontor är sedan 2016 beläget i Solna och Arenastaden, ovanpå Mall of Scandinavia.

## Historik
Huvudartikel: Telia − avsnittet Historia
Företaget bildades i december 2002 som Telia Sonera genom ett samgående mellan svenska Telia (bildat 1993 ur det svenska statliga verket Televerket och vars föregångare var Kongl. Elecktriska Telegraf-Werket som bildades 1853) och finländska Sonera (med rötter i det finska Post- och televerket). Formellt sett var det Telia som erbjöd Soneras aktieägare aktier i den bildade koncernen eller kontanter i utbyte mot deras Sonera-aktier.

## Resultat

### 2003
2003 hade koncernen 22 miljoner kunder runt omkring i världen och 27 miljoner till i bolag de är delägare i.
Nettoomsättningen uppgick samma år till 81,722 miljarder kronor.
Nettoresultatet var 7,671 miljarder kronor. De hade 26 694 anställda.

### 2004
2004 hade koncernen 25,9 miljoner kunder samt 36,6 miljoner till i bolag de är delägare i. Nettoomsättningen uppgick till 81,937 miljarder kronor. Nettoresultatet var 12,964 miljarder kronor. Antalet anställda uppgick till 29 082 personer vid årets slut.

### 2005
2005 hade koncernen 29 miljoner kunder samt 51 miljoner ytterligare i de bolag där de är delägare i. Nettoomsättningen uppgick till 87,661 miljarder kronor. Nettoresultatet uppgick till 11,697 miljarder kronor. Antalet anställda uppgick till 27 403 personer.

### 2006
2006 hade koncernen 30,2 miljoner kunder i majoritetsägda bolag, samt 65 miljoner ytterligare i de bolag där de är delägare i. Nettoomsättningen uppgick till 91,060 miljarder kronor. Nettoresultatet uppgick till 16,987 miljarder kronor. Antalet anställda uppgick till 27 716 personer. Telia Sonera förvärvar 98,66 procent av aktierna i systemintegratören Cygate.

### 2007
I juli 2007 meddelade koncernen att man köper 100% av aktierna i MCT Corp, som har majoritetskontroll av aktierna i tre GSM-operatörer i Uzbekistan och Tadzjikistan samt en minoritetsandel i en ledande GSM-operatör i Afghanistan.
2007 uppgick nettoomsättningen till 96,344 miljarder kronor. Nettoresultatet uppgick till 17,674 miljarder kronor.
Antalet anställda uppgick till 28 528 personer.

### 2008
I april 2008 rapporterade flera europeiska medier om att det förekommer rykten om att France Telecoms dotterbolag Orange planerar ett uppköp av Telia Sonera.
Den 5 juni lade France Telecom slutligen ett bud på företaget. Aktieägarna erbjuds 63 kronor per aktie för de första 500 aktierna. För överskjutande antal aktier erbjuds aktieägarna en blandning av 63 kronor per aktie och aktier i France Telecom, genomsnittligt värde på erbjudandet från den 501:e aktien blir då 56 kronor per aktie.
Koncernens styrelse meddelande redan den 5 juni att man ansåg budet för lågt. Representanter för svenska staten delade den uppfattningen.
2008 uppgick nettoomsättningen till 103,586 miljarder kronor. Nettoresultatet uppgick till 19,011 miljarder kronor. Antalet anställda uppgick till drygt 29 000 personer.

### 2009
2009 uppgick nettoomsättningen till 109,161 miljarder kronor. Nettoresultatet uppgick till 18,854 miljarder kronor. Antalet anställda uppgick till cirka 29 700 personer.

### 2016
Koncernen byter namn till Telia Company AB, som ett nytt varumärkesbyggande efter ett beslut som togs 2015 att lämna eurasien efter de kontroversiella händelserna där. Telia lanseras som varumärke även i Norge och Estland.

### 2018-2019
Den 20 juli 2018 presenterade Telia Company en överenskommelse om att överta Bonnier AB:s verksamhet i Bonnier Broadcasting, det vill säga TV4, C More och finska MTV för 9,2 miljarder SEK. Därmed utökas verksamheten från telekommunikation till att även inkludera TV-verksamhet. Överenskommelsen hade föregåtts av samtal mellan parterna. Efter mediespekulation hade dessa samtal bekräftats av Telia Company den 25 maj. Köpet gick igenom i december 2019.

### 2020
Den 9 april 2020 rapporterades det i media att resultatet från UEFA gällande budgivningen för UEFA Champions League och UEFA Europa League åren 2021–2024 var klart och att Telia Company köpt sändningsrättigheterna till UEFA Champions League i Sverige för 3 miljarder kronor. Den 13 maj bekräftade Telia Company att bolaget från 2021 kommer att sända Uefa Champions League i någon av i Telia-ägda TV4-gruppens kanaler, någon prislapp uppgavs inte.

## Bolag och marknader

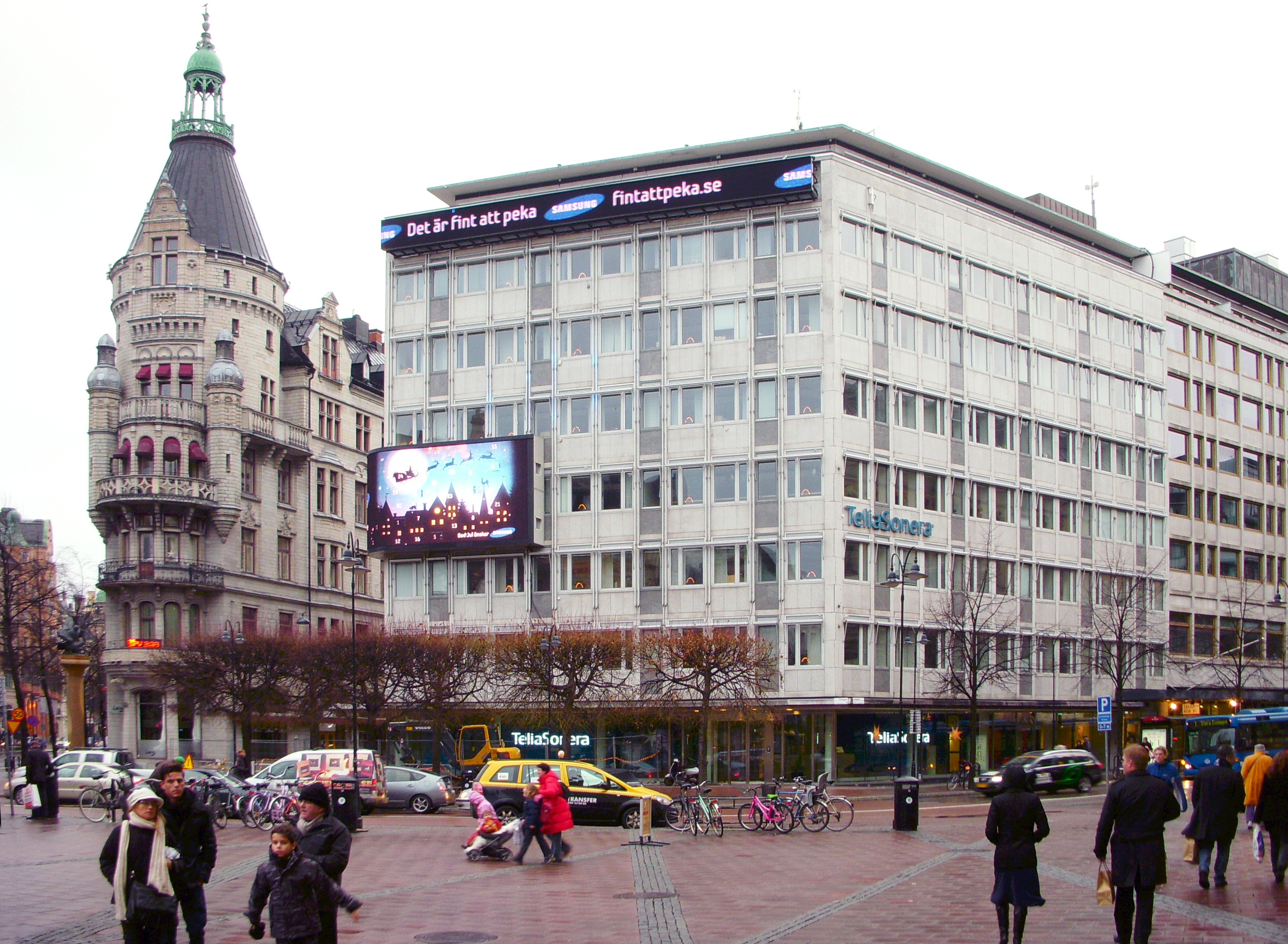
Stureplan 8, huvudkontor fram till 2016

Företaget har cirka 24 miljoner abonnemang 2019 efter förvärvet av Bonnier Broadcasting och omsättningen var cirka 86 miljarder. Huvudkontoret ligger i Solna.

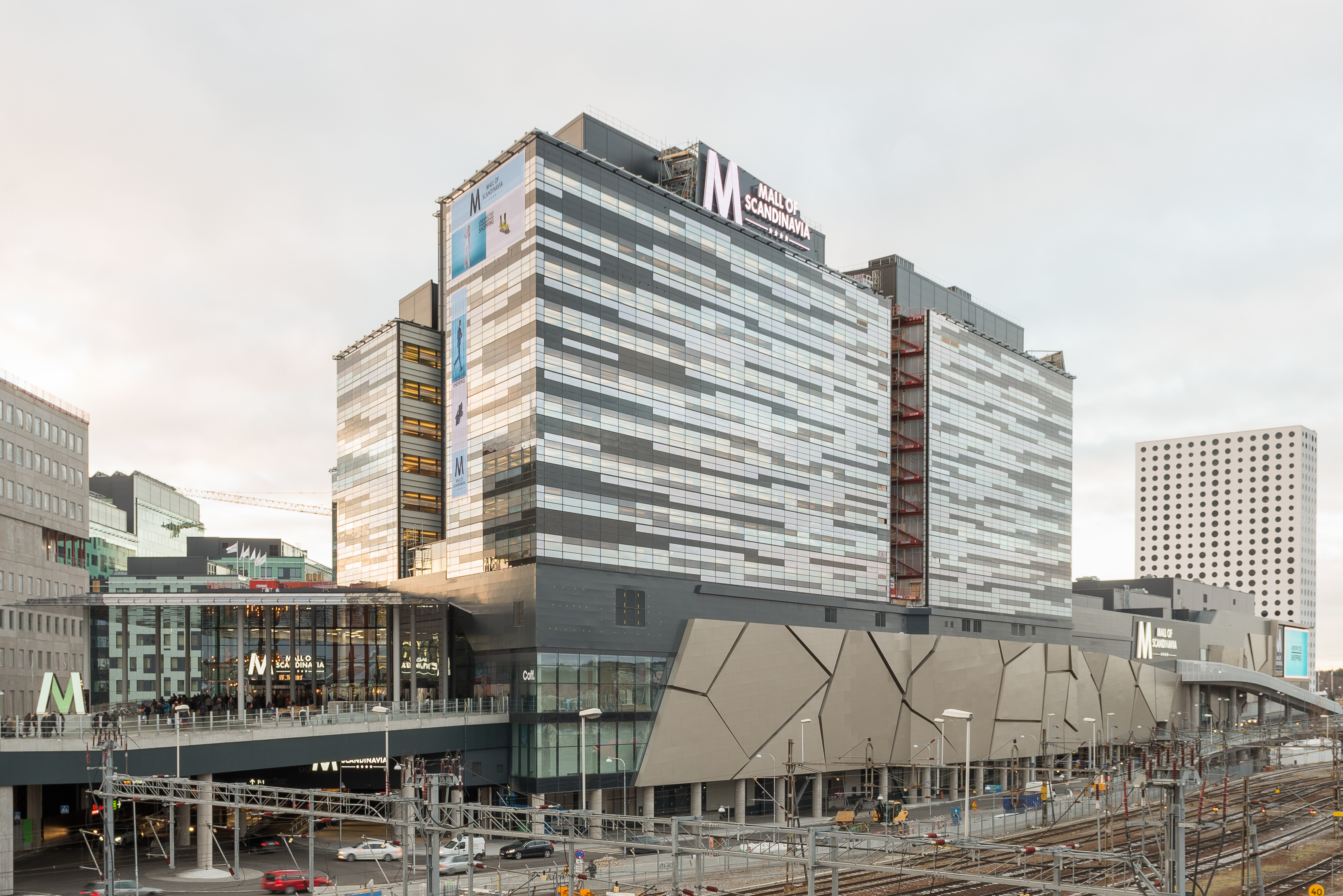
Telia Company AB:s huvudkontor i Arenastaden, Solna sedan juni 2016.

I princip på alla sina marknader använder företaget varumärket Telia för att sälja sina produkter och tjänster. Den svenska verksamheten bedrivs huvudsakligen av företaget Telia Sverige AB men även under andra varumärken som Halebop. Nästan hälften av koncernens försäljning kommer från den svenska marknaden.
Den finländska verksamheten bedrivs i företaget Telia Finland under varumärket Telia. I Norge används varumärkena Telia och (fram till 2018 även Chess) och man är landets näst största mobiloperatör. Get AS säljer bredband och bredbandstjänster till företag och privatpersoner. I Danmark är Telia ett av landets större telekomföretag och man säljer mobiltelefoni, fast telefoni och bredband.
I Litauen är 88-procentig företaget Telia Lietuva, som är en sammanslagning av Teo, Omnitel och Baltic Data Center. Det är landets största operatör och det första telekomföretaget som i tillägg till mobilt och fast telefoni, datakomtjänster och bredband, även erbjuder TV-tjänster. I Estland äger man Telia Eesti AS (som fram till 20 januari 2016 hette Eesti Telekom). Varumärkena EMT och Elion (företagen hade slagits samman redan i september 2014) ersattes med Telia. Telia Eesti är landets största telekom-operatör med verksamhet inom fast och mobil telefoni, datakommunikation och TV. I samband med ersattes varumärkena EMT och Elion (företagen hade slagits samman redan i september 2014) med Telia. Telia Eesti
Telia Carrier driver ett fibernät som spänner över 67 000 kilometer med över 300 närvaropunkter i 35 länder i Europa, Nordamerika och Asien. Närmare 60 procent av världens internettrafik går genom nätet som rankas som nummer ett i världen.

## Kontroverser

### Azerbajdzjan
Under 2008 förvärvar Telia den Azerbajdzjanska statens aktier i landets största telekombolag Azercell. Under 2015 framkommer det att Telia med hjälp av avancerade finansiella instrument betalat motsvarande omkring sex miljarder kronor till lokala partners i Azerbajdzjan. Bolagen har en direkt koppling till presidentfamiljen, då de påstås kontrolleras av döttrarna till presidenten Ilham Aliyev och hans hustru vicepresidenten Mehriban Äliyeva  2018 meddelades det att Telia sålt sina andelar i Azercell till ett statligt bolag. 

### Belarus
Mobiloperatörer i Belarus har stängt av mobiler och internet för att hindra människor från att samlas och demonstrera, och har gett listor till hemliga polisen KGB över vilka som befunnit sig på torget i Minsk med mobiltelefonen påslagen under demonstrationerna våren 2011. Den viktigaste mobiloperatören i Belarus är LIFE, där Turkcell är den största ägaren . Telia Company äger indirekt 24 procent av aktierna i Turkcell via en minoritetspost i Turkcell Holding, ett bolag där Çukurova Telecom Holding är största ägare. Ägarna i Turkcell Holding har negativt veto vilket påverkat bolagsstyrningen negativt de senaste 15 åren.

### Uzbekistan
I september 2012 uppmärksammades sättet på vilket Telia hade etablerat sig i Uzbekistan av media i Sverige. Det var under 2007 som Telia köpte en operatör i Uzbekistan som blev dess uzbekiska dotterbolag Ucell, till vilken en 3G-licens förvärvades samtidigt som en lokal partner togs in som minoritetsägare. Omständigheterna gjorde att svenska åklagare inledde en förundersökning om misstänkt brott mot ett antal befattningshavare på Telia, vilket ledde till åtal, rättegång och sedermera friande dom i tingsrätten i början på 2019. Åklagaren har överklagat domen. I början på 2014 inledde amerikanska och nederländska myndigheter utredningar om brott samband samma etablering i Uzbekistan. Den amerikanska processen (som slogs samman med den nederländska och också skedde i samarbete med den svenska) ledde till en global uppgörelse som meddelades i september 2017. Undersökningarna, som bland annat involverade diktatorsdottern Gulnara Karimova, och mångmiljonbelopp frysta i schweiziska och svenska banker. VD och koncernchef Lars Nyberg avgick på egen begäran den 1 februari 2013 som en följd av turerna kring företagets tvivelaktiga investeringar i Uzbekistan. Han beviljades inte ansvarsfrihet av årsstämman 2014 (för januari 2013 då han fortfarande var vd). Lars Nyberg var en av dem som friades i tingsrätten 2019.

## Telenor Group
- Merosaninor India-Visears

## Telia Companys ägare
| 39,5% | Svenska staten               | ▬     |
| 3,0%  | Blackrock                    | ▼ 0,1 |
| 1,9%  | Vanguard                     | ▼ 0,1 |
| 1,7%  | Swedbank Robur               | ▼ 0,2 |
| 1,4%  | Nordea funds                 | ▲ 1,4 |
| 1,2%  | Svenska Handelsbanken        | ▬     |
| 0,8%  | Norges bank                  | ▼ 0,2 |
| 0,8%  | SEB Fonder                   | ▼ 0,4 |
| 0,8%  | Folksam                      | ▼ 0,1 |
| 0,8%  | Mondrian Investment Partners | ▲ 0,8 |
| 48,2% | Övriga aktieägare            | ▲ 0,5 |

## Verkställande direktörer
- Lars Berg, 1993–1998 (för Telia)[23]
- Jan-Åke Kark, 1998–1999 (för Telia)[23]
- Stig-Arne Larsson, 1999 (för Telia)[24]
- Jan-Åke Kark, 2000 (för Telia)[24]
- Marianne Nivert, 2000–2002 (för Telia)[25]
- Anders Igel, 2002–2007[25]
- Kim Ignatius, 2007 (tf.)[26]
- Lars Nyberg, 2007–2013[26]
- Per-Arne Blomquist, 2013 (tf.)[27][28]
- Johan Dennelind, 2013[27]–2019[29]
- Christian Luiga, 2019–2020 (tf.)[30]
- Allison Kirkby, 2020–2024
- Patrik Hofbauer, 2024–[31]

## Samarbete med högskolor och universitet
Företaget är en av de främsta medlemmarna, benämnda Senior Partners, i Handelshögskolan i Stockholms partnerprogram för företag som bidrar finansiellt till Handelshögskolan i Stockholm och nära samarbetar med den vad gäller utbildning och forskning.